# Mariä Himmelfahrt (Buch am Ammersee)

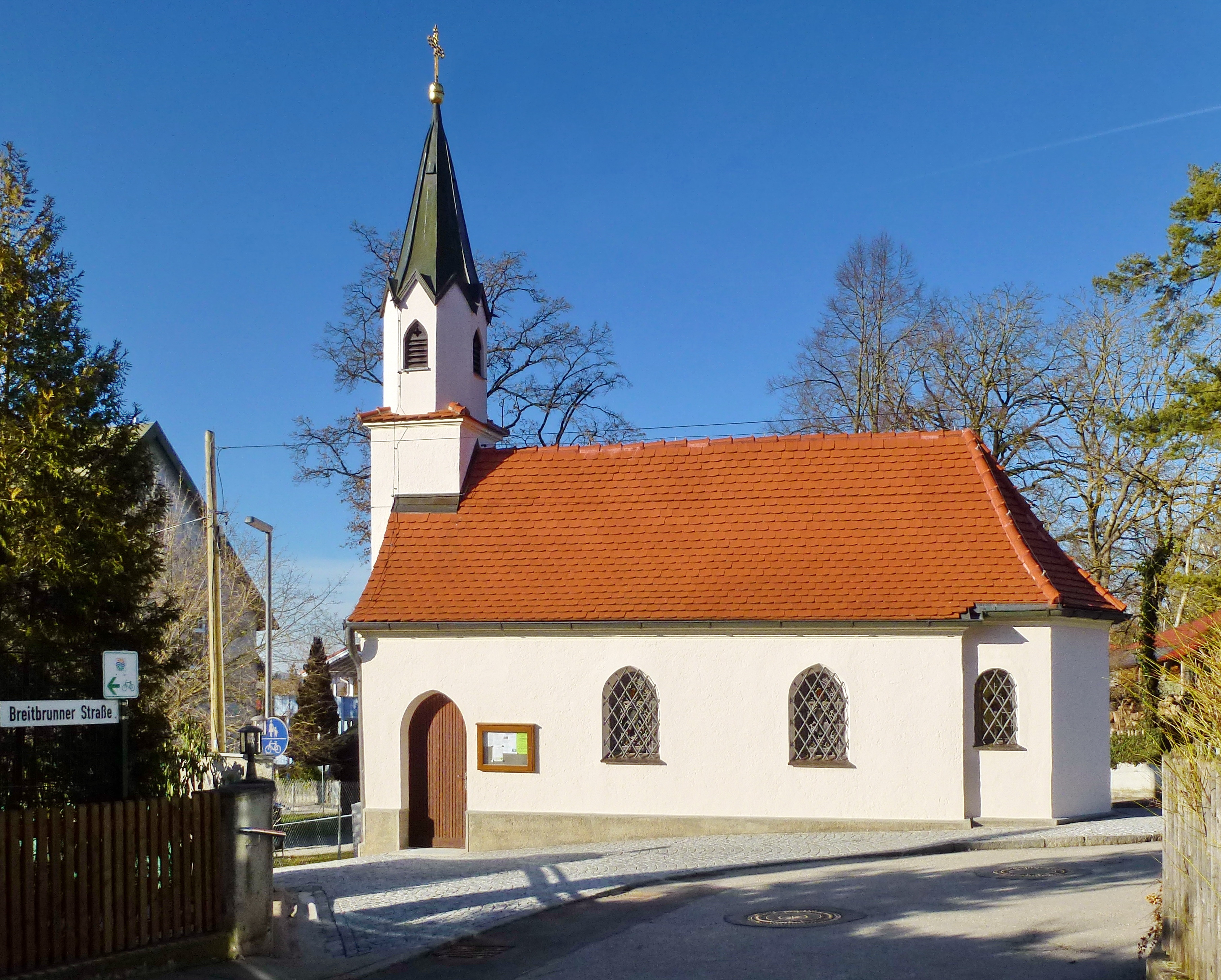
Mariä Himmelfahrt in Buch am Ammersee

Die römisch-katholische Kapelle Mariä Himmelfahrt (auch Heilige Dreifaltigkeit) steht in Buch am Ammersee, einem Ortsteil von Inning am Ammersee im oberbayerischen Landkreis Starnberg. Das Bauwerk ist als Baudenkmal unter der Nr. D-1-88-126-14 eingetragen. Das Patrozinium der Kirche wird am 15. August (Mariä Himmelfahrt) gefeiert. Die Kirche gehört zur Gemeinde Inning in der Pfarreiengemeinschaft Ammersee-Ost im Dekanat Starnberg des Bistums Augsburg.

## Beschreibung
Die Kapelle wurde 1742 erbaut und neugotisch verändert. Sie besteht aus einem Langhaus mit Fünfachtelschluss im Osten. In die Fassade im Westen ist der Kirchturm auf quadratischem Grundriss halb eingestellt. Er wurde mit einem achteckigen Geschoss aufgestockt, das den Glockenstuhl beherbergt, und mit einem spitzen Helm bedeckt. 
Der Innenraum ist mit einem Tonnengewölbe überspannt. Zur Kirchenausstattung gehört in Hochaltar, auf dessen Altarbild die Dreifaltigkeit dargestellt ist. Das von dem Bucher Maler  Ottmar Seibert geschaffene Bild führte dazu, dass die Kapelle seit Ende des 19. Jahrhunderts auch den Namen „Heilige Dreifaltigkeit“ trägt. Die Skulpturen, die unter anderem die Heiligen Georg, Nikolaus, Apollonia und des Silvester darstellen, stammen teils schon aus dem 15. Jahrhundert und wurden aus anderen Kapellen übernommen.